# Mangora puerto
Mangora puerto là một loài nhện trong họ Araneidae.
Loài này thuộc chi Mangora. Mangora puerto được Herbert Walter Levi miêu tả năm 2007.